# Genola, Minnesota
Genola là một thành phố thuộc quận Morrison, tiểu bang Minnesota, Hoa Kỳ. Năm 2010, dân số của thành phố này là 75 người.

## Dân số
- Dân số năm 2000: 71 người.
- Dân số năm 2010: 75 người.